# Pantelis Karasevdas

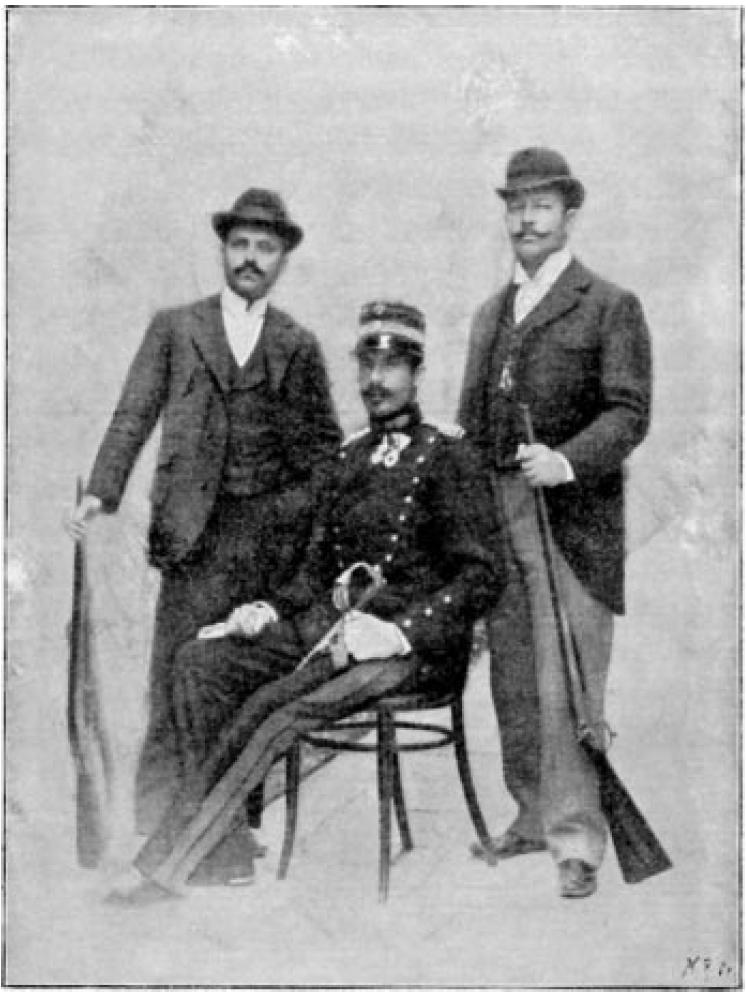
řečtí střelci, účastníci olympiády 1896, Karasevdas první zleva

Pantelis Karasevdas (řecky:Παντελής Καρασεβδάς; 1877, Astakos – 14. března 1946, Agrinio) byl řecký střelec, účastník soutěží prvních novodobých olympijských her, olympijský vítěz z Athén v roce 1896.

Karasevdas se účastnil střeleckých soutěží, nejprve v disciplíně armádní puška na 200 metrů. Soutěž trvala dva dny, každý den se střílely dvě položky po 10 ranách. Karasevdas ovládl startovní pole 42 účastníků sedmi národností, když zasáhl cíl všemi 40 výstřely a získal celkově 2,320 bodů ze 2,400 možných. Jeho skóre v první sérii 10 výstřelů bylo 480.
Také soutěžil v disciplíně libovolná puška 3x 40 ran na 300 metrů, tam se umístil na pátém místě se ziskem 1,039 bodů. V disciplíně armádní pistole na 25 metrů Karasevdas odstoupil ze soutěže poté, co odstřílel dvě série z pěti, přičemž každá série měla šest výstřelů.
Karasevdas byl v letech 1925 až 1935 prezidentem spolku Panellinios G.S. Rok po olympijských hrách vstoupil do armády a za války dosáhl hodnosti plukovník. Byl třikrát poslancem v parlamentu za liberální stranu za prefekturu Aetolie-Acarnanie. Od 1924 do 1935 byl členem řeckého olympijského výboru.